# Neolalage banksiana
A Neolalage banksiana a madarak osztályának verébalakúak (Passeriformes) rendjébe és a császárlégykapó-félék (Monarchidae) családjába  tartozó Neolalage nem egyetlen faja.

## Rendszerezése
A fajt George Robert Gray angol zoológus írta le 1870-ben, a Lalage nembe Lalage banksiana néven.

## Előfordulása
A Csendes-óceán délnyugati részén Vanuatu területén honos. Természetes élőhelyei a szubtrópusi vagy trópusi síkvidéki esőerdők és cserjések, valamint másodlagos erdők, ültetvények és vidéki kertek. Állandó, nem vonuló faj.

## Megjelenése
Testhossza 15 centiméter.

## Természetvédelmi helyzete
Az elterjedési területe nem nagy, egyedszáma viszont stabil. A Természetvédelmi Világszövetség Vörös listáján nem fenyegetett fajként szerepel.